# 南哈肯薩克 (新澤西州)
南哈肯薩克（英語：South Hackensack）是位於美國新澤西州伯根縣的一個鎮區。

## 地方資料
南哈肯薩克的面積為1.94平方千米，當中陸地面積為1.86平方千米，而水域面積為0.08平方千米。根據2020年美國人口普查的數據，當地共有人口2701人，而人口密度為每平方千米1,392.27人。